# کرسی رودز تاریخ امپراتوری
کرسی رودز تاریخ امپراتوری (به انگلیسی: Rhodes Professor of Imperial History) یکی از بالاترین سمت‌های استادی تاریخ کینگز کالج لندن است که توسط رودز، به سال ۱۹۱۹ وقف شد. پس از مقام استدی بیت در تاریخ مستعمراتی در دانشگاه آکسفورد (بنیانگذاری شده در ۱۹۰۵)، این دومین کرسی سمت استادی (از لحاظ قدمت) در این موضوع در جهان است.

## فهرست کرسی‌داران
- آرتور پرسیوال نیوتن
- وینسنت هارلو
- جرالد گراهام
- پیتر جیمز مارشال
- اندریو پورتر
- ریچارد دریتون